# Belawa
Belawa is een bestuurslaag in het regentschap Cirebon van de provincie West-Java, Indonesië. Belawa telt 5313 inwoners (volkstelling 2010).